# Amy Goodman
Amy Goodman (Bay Shore, 13. travnja 1957.) je američka novinarka, sindikalna kolumnistkinja, istraživačka izvjestiteljica i autorica. Neke od tema koje je opsežnije pokrivala uključuju pokret za nezavisnost Istočnog Timora, marokansku okupaciju Zapadne Sahare kao i ulogu korporacije Chevron u Nigeriji.
Od 1996. godine glavna je voditeljica programa Democracy Now!, dnevnog globalnog progresivnog radijskog, internetskog i televizijskog informativnog programa. Dobitnica je više nagrada koje uključuju i Nagradu Thomas Merton 2004. godine, Nagradu Right Livelihood 2008. godine, i Nagradu Izzy 2009. godine za „poseban doprinos nezavisnim medijima”.
2012. godine Goodman je primila Gandhijevu nagradu za mir za „značajan doprinos promociji trajnog međunarodnog mira”. Autorica je šest knjiga koje uključuju naslove kao što su Utišana većina: Priče o ustanku, okupaciji, otporu i nadi (engleski: The Silenced Majority: Stories of Uprisings, Occupations, Resistance, and Hope) 2012. godine i Democracy Now!: Dvadeset godina izvještavanja o pokretima koji su promijenili Ameriku (engleski: Democracy Now!: Twenty Years Covering the Movements Changing America) iz 2016. godine. 2016. protiv nje je podignuta optužnica za nemire u vezi sa njezinim izvještavanjem sa prosvjeda protiv izgradnje naftovoda Dakota Access. Ta je optužnica osuđena od strane Komiteta za zaštitu novinara (CPJ). Okružni sudija u Sjevernoj Dakoti je optužbe odbacio 17. listopada 2016.
2014. godine Nieman Fondacija na Sveučilištu Harvard dodijelila joj je I.F. Stone Medalju za novinarsku nezavisnost.